# Herrenhaus Vanselow

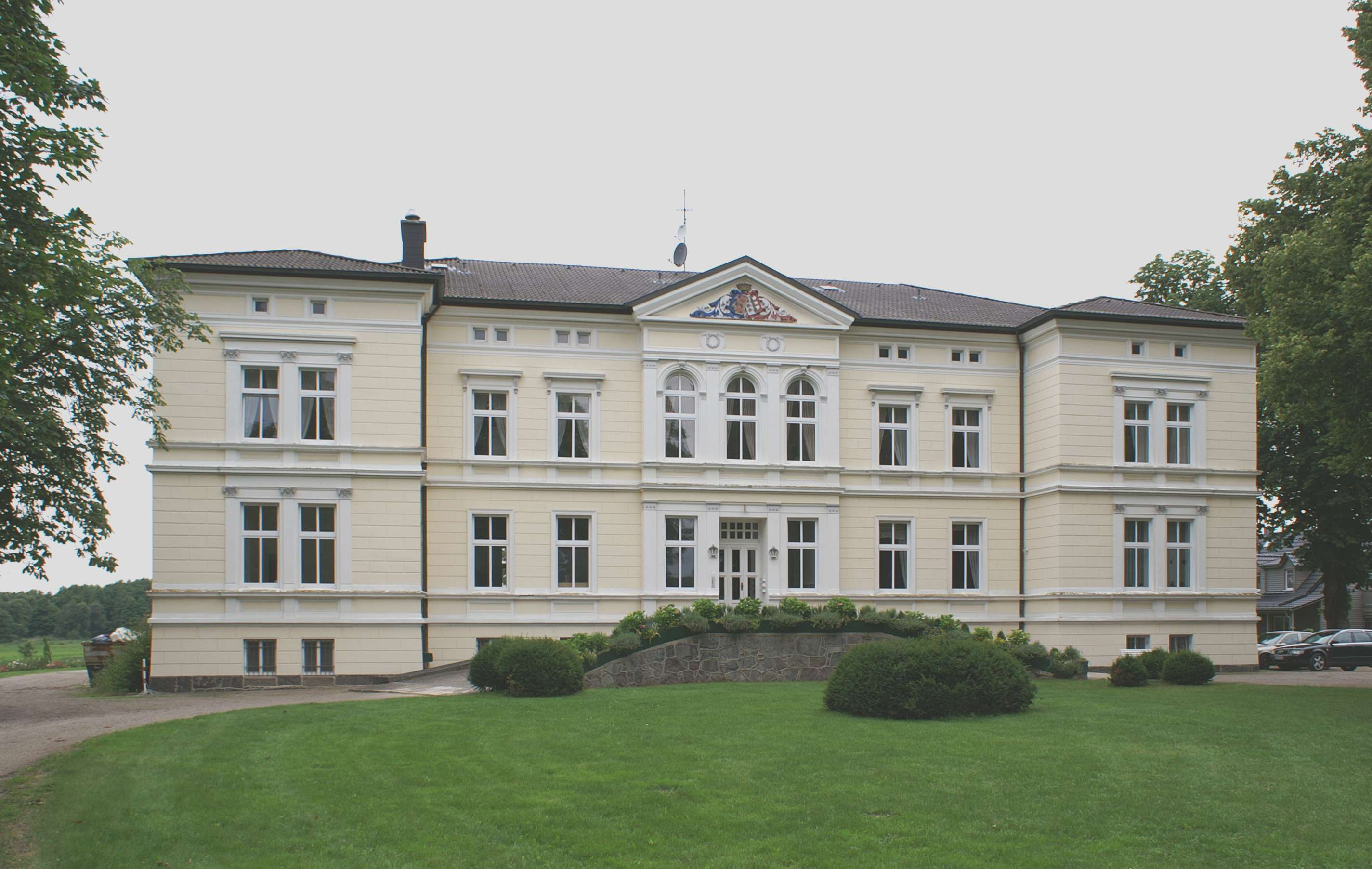
Herrenhaus Vanselow

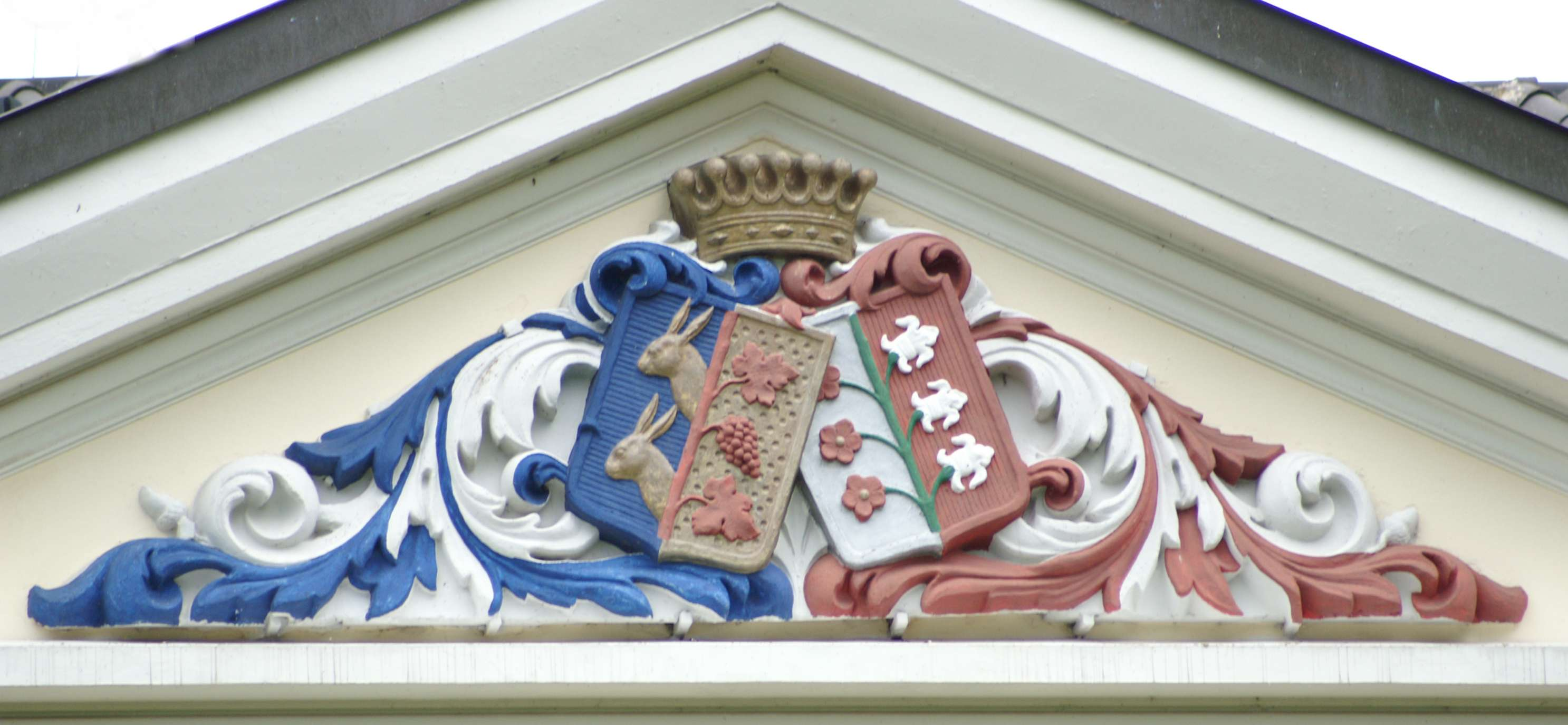
Wappen über dem Portal: Maltzahn und Lücken

Das Herrenhaus Vanselow ist ein Herrenhaus im Ortsteil Vanselow der Gemeinde Siedenbrünzow im Landkreis Mecklenburgische Seenplatte.

## Geschichte
Vanselow gehörte seit dem 13. Jahrhundert zur Begüterung der Burg Osten an der Tollense, deren Name wahrscheinlich auf die Familie von der Osten zurückgeht. Urkundlich nachweisbar war zwischen 1326 und 1330 der Ritter Henning von Winterfeld im Besitz dieser Güter. Möglicherweise durch die Heirat Ludolfs von Moltzan mit Hennings Tochter kam das Ostensche Lehn dann an die Familie von Maltzahn, für die seit 1356 der Lehnsbesitz urkundlich belegt ist. Nur im Zeitraum von 1654 bis 1731 war Vanselow erneut im Besitz anderer Adelsfamilien wie der von Mardefelt, von Winterfeld und von Bohlen.
Während der Blütezeit des Vanselower Gutes in der zweiten Hälfte des 19. Jahrhunderts unter Hans Ludwig von Maltzahn wurde von 1870 bis 1871 durch Georg Daniel das neue Herrenhaus gebaut. Während des Deutsch-Französischen Krieges ruhten die Bauarbeiten. Erst im Oktober 1872 konnte das fertiggestellte Herrenhaus bezogen werden. Die Nachfolger des Bauherrn waren Hans Mortimer (1863–1916), Oberst a. D., und dann dessen Sohn Hans Jaspar von Maltzahn (1898–1961). Sein Besitztum umfasste 1939 Vanselow mit Leppin, in einer Größe von 885 ha. Verwalter war ein Graf Schulenburg-(Beetzendorf).
Zum Ende des Zweiten Weltkriegs wurde das Herrenhaus geplündert und später entschädigungslos enteignet. Nachdem zuerst mehr als hundert Flüchtlinge hier untergebracht wurden, richtete die Gemeinde Vanselow zu DDR-Zeiten Wohnungen ein. 1990 konnte Mortimer Freiherr von Maltzahn, der Erbe des letzten Eigentümers bis 1945, das Herrenhaus und den Park erwerben. Nach Abschluss der 1991 begonnenen Sanierung wurde im Haus ein Hotel eingerichtet, das im Jahr 2003 geschlossen wurde. Heute nutzt Jaspar von Maltzahn mit seiner Familie das Herrenhaus als Zentrum eines landwirtschaftlichen Betriebes privat.

## Architektur

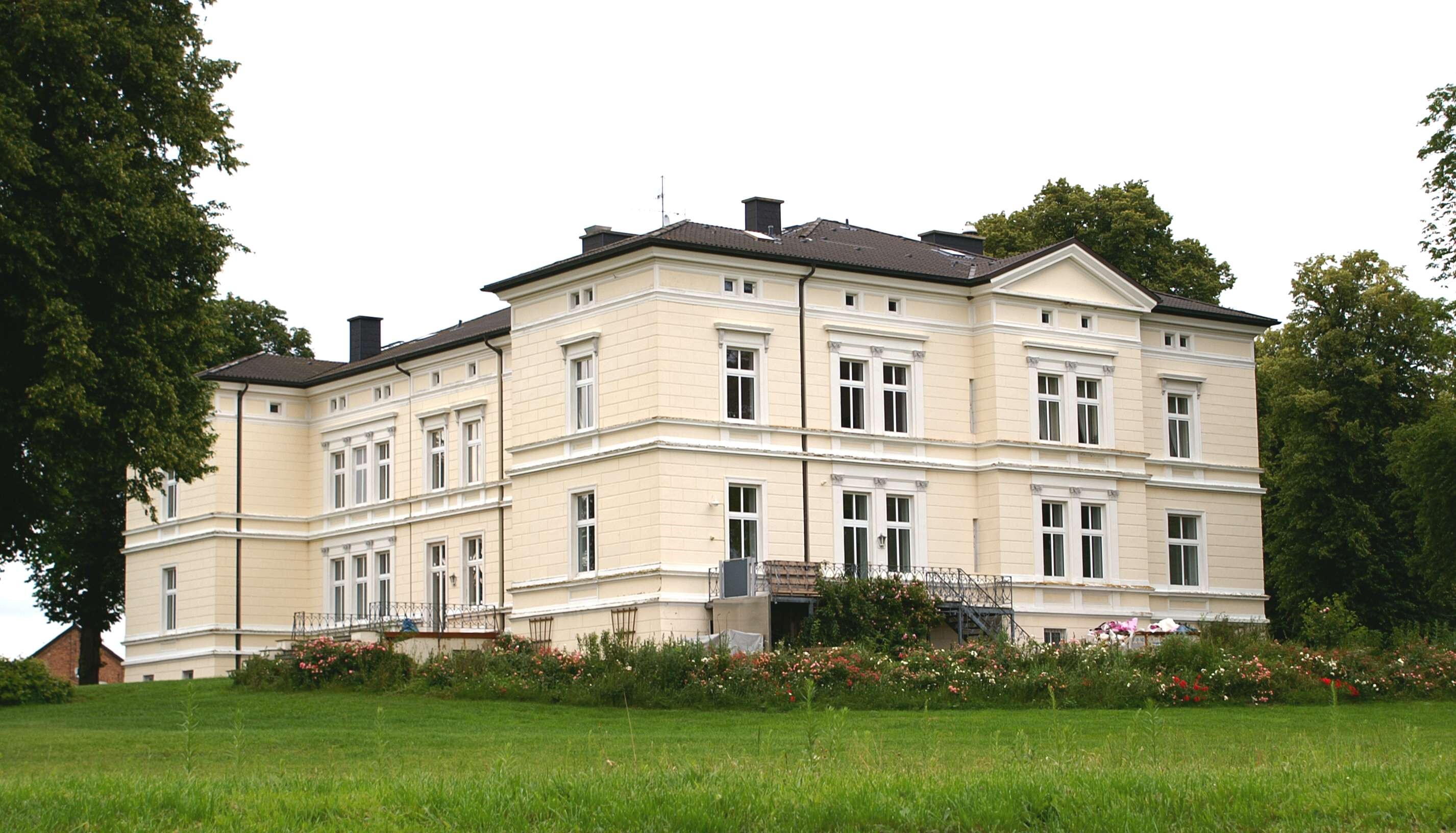
Parkseite

Der mecklenburgische, noch Distriktbaumeister, Georg Daniel errichtete über einem hohen Souterrain einen zweieinhalbgeschossigen klassizistischen Putzbau auf H-förmigem Grundriss. Die regelmäßig gegliederte Hauptfassade von neun Achsen wird durch einen dreiachsigen Mittelrisalit betont, in dessen Giebelfeld sich die Wappen des Bauherren Hans Ludwig von Maltzahn und seiner Frau Agnes Alice geb. von Lücken aus dem Hause Zahrensdorf (1841–1930) befinden.
Der Putzbau besitzt Geschoss- und Sohlbanksimse. Im Detail finden sich neben der Putzquaderung, einem kräftigen Konsolgesims an der Traufe und unterschiedlichen Fensterstürzen noch zahlreiche spätklassizistische Ornamente.
Die Stuckateure zur Herstellung der Ornamente an Fassaden und im Inneren kamen wahrscheinlich aus Italien.
Um eine ellipsenförmige Wendeltreppe im Zentrum des klar gegliederten Hauses sind die hellen Räume angeordnet.